# La Mesa (Veraguas)
La Mesa es un corregimiento y ciudad cabecera del distrito de La Mesa en la provincia de Veraguas, República de Panamá. La localidad tiene 3.338 habitantes (2010).